# Cercopithecus hamlyni
Il cercopiteco di Hamlyn (Cercopithecus hamlyni) è un primate della famiglia delle Cercopithecidae.

## Descrizione
La lunghezza del corpo varia tra 50 e 65 cm; i maschi, che pesano tra 7 e 10 kg, sono notevolmente più grandi delle femmine, il cui peso varia tra 4,5 e 5 kg.
Il colore è quasi uniformemente grigio, ma due strisce bianche lungo il naso e sulla fronte formano una caratteristica T. Le natiche sono blu in entrambi i sessi; i maschi adulti hanno genitali blu e rossi.

## Distribuzione e habitat
L'areale è nella Repubblica Democratica del Congo e nel Ruanda, dove vive nelle foreste pluviali primarie. L'areale è ampio, ma la densità bassissima; in effetti la specie è nota solo attraverso pochi esemplari ed è mal conosciuta.

## Biologia
L'attività è diurna. Conduce vita non solo arboricola, ma anche al suolo. Vive in gruppi costituiti da un maschio adulto, femmine e piccoli, per un totale che sembra non superare i 10 individui. 
Si pensa che la dieta sia costituita prevalentemente di frutta e foglie.

## Sottospecie
Si conoscono due sottospecie:
- Cercopithecus hamlyni hamlyni,
- Cercopithecus hamlyni kahuziensis.